# Национал-либерализм
Национа́л-либерали́зм — разновидность правого либерализма, придерживающаяся националистических позиций по вопросам миграции, гражданства, международных отношений и торговли. Основные постулаты национал-либерализма сформировались ещё в XIX веке, когда в европейской политической жизни консервативные либералы вытесняли монархистов. Национал-либерализм может рассматриваться как разновидность гражданского национализма и национал-демократии, в котором, как правило, правый либерализм совмещается с анти-консервативным национализмом умеренного толка.
Большое развитие получил в Европе в конце XX века на волне евроскептицизма и антимигрантских настроений. В настоящее время национал-либеральные партии существуют во многих странах, в частности в Австрии, Германии, Франции,  Румынии и России.

## История национал-либерализма
Национал-либерализм как течение зародился в Германии. В XIX веке национал-либералы отделились от традиционных либералов, тяготея к более авторитарным принципам управления государством и мечтавшими о сильной Германской империи. Либерал-националисты, в частности Макс Вебер, долго рассуждали о взаимодействии демократической Германии с остальными европейскими государствами.
Термин «национал-либерализм» в основном использовался в германоязычных странах (Германии и Австрии) на протяжении XIX века. В это время «национал-либералы» нередко избирались в парламент и даже входили в правительство.
После поражения Германии и Австрии в Первой мировой войне национал-либерализм перестаёт быть весомой идеологией и поглощается более радикальными силами — национал-консерваторами, дейч-националами и национал-социалистами.

## Современный национал-либерализм
В XX веке национал-либералы снова набирают силу, вовлекая под свои знамёна как правых либералов, так и умеренных националистов.
Чисто национал-либеральной партией являлась Австрийская партия свободы, которую затем сменил Альянс за будущее Австрии. АПС дважды входила в правящую коалицию, а лидер партии — Йорг Хайдер — также дважды становился губернатором Каринтии.
В Германии Свободная демократическая партия имеет весомую фракцию, тяготеющую к национал-либерализму.
В Румынии Национальная либеральная партия была первой организованной партией и появилась ещё в 1875 году, но была расформирована в 1947 году. Однако партия возродилась после румынской революции в 1990 году.

## Национал-либерализм в России
В России одним из главных предшественников идей либерального национализма был Михаил Никифорович Катков. Либеральными националистами были публицисты А. С. Суворин, М. О. Меньшиков, Т. В. Локоть. В период дуалистической монархии 1905—1917 годов либеральные националисты образовывали крупную фракцию в Думе. В 1908 году была образована умеренно-правая организация Всероссийский национальный союз.
В настоящее время[уточнить] национал-либерализм (национал-демократия) в России представлен движением «Национал-демократический альянс», незарегистрированными партиями: «Новая сила», «Национально-демократическая партия», зарегистрированной партией «Новые люди».